# Gaudre de la Foux
Pour les articles homonymes, voir Gaudre.
Le gaudre de la Foux, aussi appelé gaudre de Vaupelière, est une rivière française, qui coule dans le département des Bouches-du-Rhône et la région Provence-Alpes-Côte d'Azur.

## Géographie
Le gaudre de la Foux prend sa source dans le massif des Alpilles et verse dans l'étang de Berre.

### Départements et communes traversées
Le cours de cette rivière est localisé entièrement dans le département des Bouches-du-Rhône. Il traverse les communes de Saint-Rémy-de-Provence, Les Baux-de-Provence, Maussane-les-Alpilles, Paradou, Saint-Martin-de-Crau, Mouriès et Arles.

## Affluents
Le gaudre d'Entreconque et le vallon de l'Amant se jettent dans le gaudre de la Foux.